# (9430) Эрихтоний
(9430) Эрихтоний (лат. Erichthonios) — типичный троянский астероид Юпитера, движущийся в точке Лагранжа L5, в 60° позади планеты. Астероид был открыт 17 апреля 1996 года бельгийским астрономом Эриком Эльстом в обсерватории Ла-Силья и назван в честь Эрихтония, одного из царей Трои.